# 5919 Patrickmartin
5919 Patrickmartin (1991 PW12) là một tiểu hành tinh nằm phía ngoài của vành đai chính được phát hiện ngày 5 tháng 8 năm 1991 bởi H. E. Holt ở Palomar.